# NGC 3644
NGC 3644 este o galaxie spirală situată în constelația Leul. A fost descoperită în 22 martie 1865 de către Albert Marth. Se află la o distanță de 87,9 de megaparseci de Pământ.